# Élections fédérales canadiennes de 2019 en Alberta
Les élections fédérales canadiennes de 2019 en Alberta, comme dans le reste du Canada, ont lieu le 21 octobre 2019. La province est représentée par 34 députés à la Chambre des communes, soit le même nombre que lors des élections fédérales canadiennes de 2015 en Alberta.

## Résultats généraux

### Élus
| Circonscriptions                | Député sortant | Député sortant     | Député gagnant  | Député gagnant    |
| ------------------------------- | -------------- | ------------------ | --------------- | ----------------- |
| Banff—Airdrie                   |                | Blake Richards     | Blake Richards  | Blake Richards    |
| Battle River—Crowfoot           |                | Kevin Sorenson ‡   |                 | Damien Kurek      |
| Bow River                       |                | Martin Shields     | Martin Shields  | Martin Shields    |
| Calgary Confederation           |                | Len Webber         | Len Webber      | Len Webber        |
| Calgary Forest Lawn             |                | Deepak Obhrai      |                 | Jasraj Hallan     |
| Calgary Heritage                |                | Bob Benzen         | Bob Benzen      | Bob Benzen        |
| Calgary Midnapore               |                | Stephanie Kusie    | Stephanie Kusie | Stephanie Kusie   |
| Calgary Nose Hill               |                | Michelle Rempel    | Michelle Rempel | Michelle Rempel   |
| Calgary Rocky Ridge             |                | Pat Kelly          | Pat Kelly       | Pat Kelly         |
| Calgary Shepard                 |                | Tom Kmiec          | Tom Kmiec       | Tom Kmiec         |
| Calgary Signal Hill             |                | Ron Liepert        | Ron Liepert     | Ron Liepert       |
| Calgary Skyview                 |                | Darshan Kang ‡     |                 | Jag Sahota        |
| Calgary-Centre                  |                | Kent Hehr          |                 | Greg McLean       |
| Edmonton Griesbach              |                | Kerry Diotte       | Kerry Diotte    | Kerry Diotte      |
| Edmonton Manning                |                | Ziad Aboultaif     | Ziad Aboultaif  | Ziad Aboultaif    |
| Edmonton Mill Woods             |                | Amarjeet Sohi      |                 | Tim Uppal         |
| Edmonton Riverbend              |                | Matt Jeneroux      | Matt Jeneroux   | Matt Jeneroux     |
| Edmonton Strathcona             |                | Linda Duncan       |                 | Heather McPherson |
| Edmonton-Centre                 |                | Randy Boissonnault |                 | James Cumming     |
| Edmonton-Ouest                  |                | Kelly McCauley     | Kelly McCauley  | Kelly McCauley    |
| Edmonton—Wetaskiwin             |                | Mike Lake          | Mike Lake       | Mike Lake         |
| Foothills                       |                | John Barlow        | John Barlow     | John Barlow       |
| Fort McMurray—Cold Lake         |                | David Yurdiga      | David Yurdiga   | David Yurdiga     |
| Grande Prairie—Mackenzie        |                | Chris Warkentin    | Chris Warkentin | Chris Warkentin   |
| Lakeland                        |                | Shannon Stubbs     | Shannon Stubbs  | Shannon Stubbs    |
| Lethbridge                      |                | Rachael Harder     | Rachael Harder  | Rachael Harder    |
| Medicine Hat—Cardston—Warner    |                | Glen Motz          | Glen Motz       | Glen Motz         |
| Peace River—Westlock            |                | Arnold Viersen     | Arnold Viersen  | Arnold Viersen    |
| Red Deer—Lacombe                |                | Blaine Calkins     | Blaine Calkins  | Blaine Calkins    |
| Red Deer—Mountain View          |                | Earl Dreeshen      | Earl Dreeshen   | Earl Dreeshen     |
| Sherwood Park—Fort Saskatchewan |                | Garnett Genuis     | Garnett Genuis  | Garnett Genuis    |
| St. Albert—Edmonton             |                | Michael Cooper     | Michael Cooper  | Michael Cooper    |
| Sturgeon River—Parkland         |                | Dane Lloyd         | Dane Lloyd      | Dane Lloyd        |
| Yellowhead                      |                | Jim Eglinski ‡     |                 | Gerald Soroka     |